# Ihor Kowalenko (Schachspieler)
Ihor Kowalenko (lettisch Igors Kovaļenko, ukrainisch Ігор Коваленко; * 29. Dezember 1988 in Nowomoskowsk) ist ein ukrainischer Schachgroßmeister, der von 2013 bis 2021 für Lettland spielte. 2008 wurde er zum Internationalen Meister ernannt, nachdem er zwischen April und November 2007 insgesamt fünf Normen erfüllte, der Großmeistertitel wurde ihm im Jahre 2011 verliehen, zu diesem Zeitpunkt hatte er bereits fünf Normen erfüllt. 2013 und 2014 gewann Kowalenko die lettische Schachmeisterschaft; 2014 spielte er für Lettland bei der Schacholympiade, 2015 bei der Mannschaftseuropameisterschaft. Im August 2015 erreichte er die Elo-Zahl von 2700 Punkten. Im Januar 2016 gewann er das 25. Keres Memorial, ein gut besetztes Schnellschach-Turnier in Tallinn, mit 7 Punkten aus 9 Partien.
In der polnischen Ekstraliga spielt er für UKS ROTMISTRZ Grudziądz, die ukrainische Mannschaftsmeisterschaft gewann er 2012 mit der Mannschaft der Law Academy Charkiw. In Frankreich spielt er für den Saint-Quentiner Verein Les Tours de Haute Picardie, in Deutschland tritt er seit der Saison 2016/17 beim SC Viernheim an, zunächst in der 2. Schachbundesliga, seit 2018 in der Schachbundesliga. In der spanischen División de Honor spielte Kovalenko 2020 für Magic Extremadura.
Nach dem russischen Überfall auf die Ukraine meldete sich Ihor Kowalenko im April 2022 als Freiwilliger zur ukrainischen Armee. Im Dezember 2023 kämpfte er an der Front in der Oblast Donezk.